# Coroncina alla Divina Misericordia

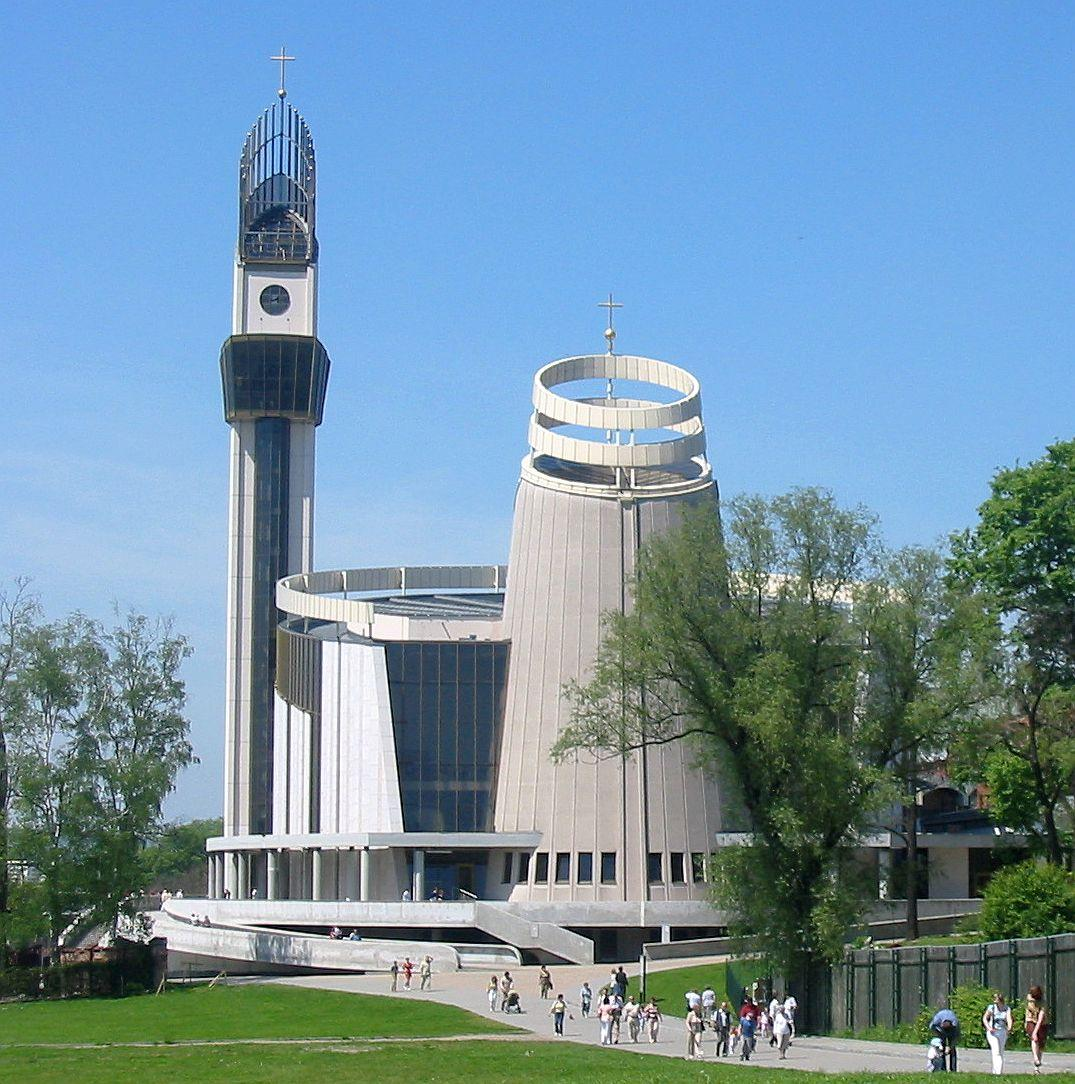
Santuario della Divina Misericordia in Cracovia

La Coroncina alla Divina Misericordia è una preghiera cristiana cattolica.

## Storia

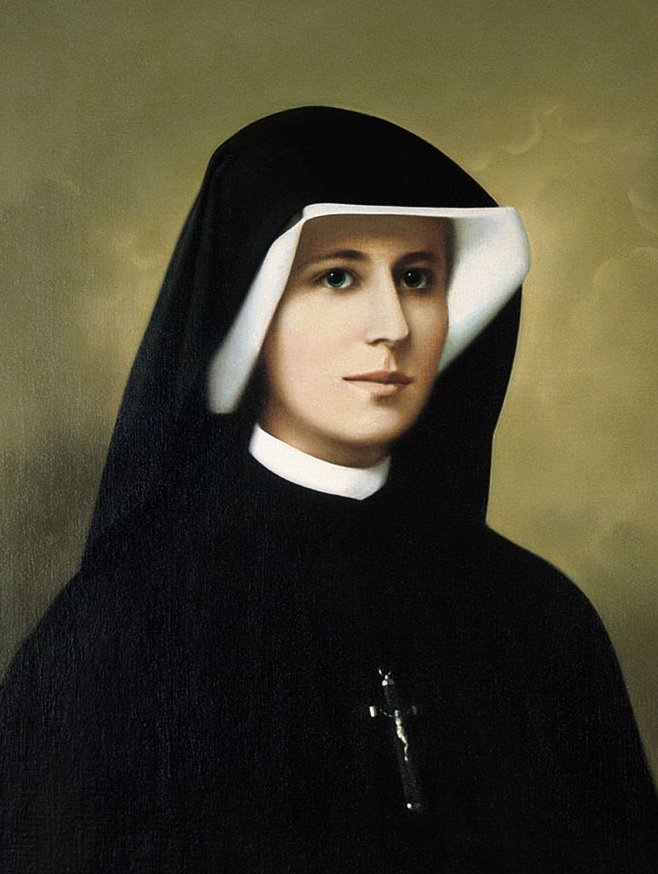
Santa Faustina Kowalska

Le sue origini risalgono ad una rivelazione privata che Santa Faustina Kowalska afferma di aver ricevuto da Gesù nel 1935, nella quale egli le avrebbe richiesto una particolare forma di preghiera detta Coroncina alla Divina Misericordia. Secondo suor Faustina, particolari grazie sarebbero state concesse a chi avrebbe recitato questa preghiera.

## Promesse di Cristo
La mia misericordia avvolgerà in vita e specialmente nell'ora della morte le anime che reciteranno questa coroncina. Per la recita di questa coroncina mi piace concedere tutto ciò che mi chiederanno. I sacerdoti la consiglieranno ai peccatori come ultima tavola di salvezza; anche se si trattasse del peccatore più incallito, se recita questa coroncina una volta sola, otterrà la grazia della mia infinita misericordia. Quando vicino ad un agonizzante viene recitata questa coroncina, si placa l’ira di Dio e l’imperscrutabile misericordia avvolge l’anima.

## Popolarità
La preghiera entra nella tradizione della Chiesa e si diffonde soprattutto a seguito dell'istituzione della Festa della Misericordia ad opera di Giovanni Paolo II, così da essere poi consigliata dai successori come papa Francesco ed essere pregata, al pari del rosario anche attraverso i media.

## La breve preghiera
Alle ore tre del pomeriggio si recita, preceduta dal segno della croce, la breve preghiera: "O Sangue e Acqua, che scaturisti dal Cuore di Gesù come sorgente di Misericordia per noi, confido in Te". Seguono un Padre nostro, un'Ave Maria e il Credo (nella versione del "Simbolo degli Apostoli").

## La Coroncina della Divina Misericordia
Si recita utilizzando la corona del Rosario 
- Si inizia recitando, dopo il segno della croce, un Padre nostro, un'Ave Maria e il Credo (nella versione del "Simbolo degli Apostoli").
- Sui cinque grani del Padre Nostro, ovvero i grani maggiori del Santo Rosario, si dice: «Eterno Padre, io Ti offro il Corpo e il Sangue, l'Anima e la Divinità del Tuo dilettissimo Figlio e Nostro Signore Gesù Cristo, in espiazione dei nostri peccati e di quelli del mondo intero.»[10]
- Sui cinquanta grani minori si dice: «Per la Sua dolorosa Passione, abbi misericordia di noi e del mondo intero.»[10]
- Al termine si dice per tre volte: «Santo Dio, santo forte, santo immortale, abbi pietà di noi e del mondo intero.»[10]
- La preghiera termina con la seguente invocazione: «O sangue e acqua che scaturisti dal Cuore di Gesù come sorgente di misericordia per noi, confido in te!»; e infine si fa nuovamente il segno della croce.

## Immagine di Gesù Misericordioso

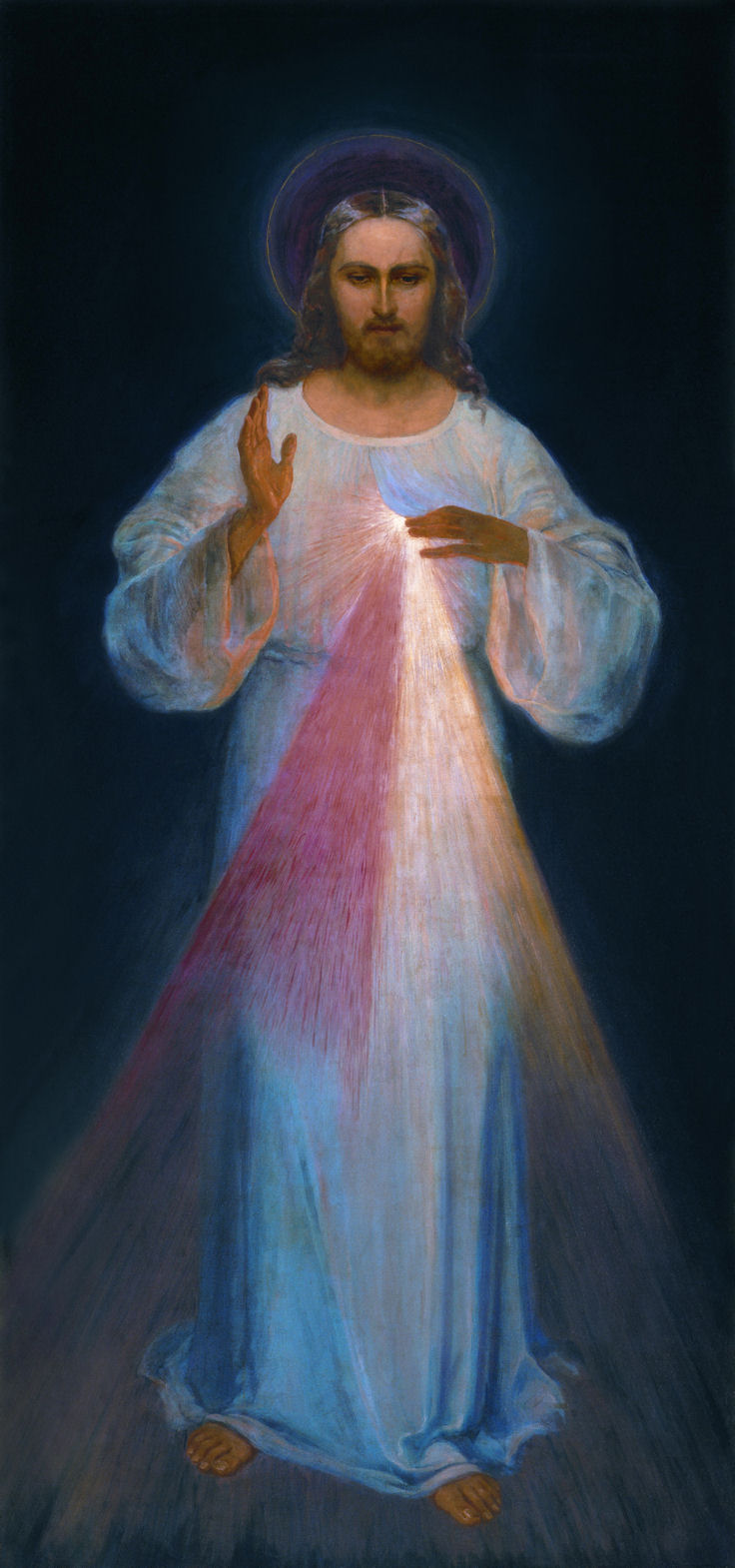
Gesù misericordioso dipinto da Kazimirowski.

L'immagine raffigura Gesù misericordioso, ovvero con la mano destra alzata e due raggi che escono dal cuore, uno bianco e uno rosso: simboleggiano rispettivamente l'acqua ed il sangue. Gesù è disegnato con una tunica bianca contornata da luce su sfondo blu. In basso è riportata la frase «Jezu, ufam tobie» ("Gesù, confido in te"). È la rappresentazione artistica delle visioni che suor Faustina afferma di aver avuto.
L'immagine fu dipinta per la prima volta a Vilnius in Lituania dall'artista Eugeniusz Kazimirowski, dopo che il suo vicino di casa e direttore spirituale di suor Faustina don Michał Sopoćko gli aveva raccontato in parte della missione di suor Faustina. Il pittore impiegò circa sei mesi per completare l'opera ordinatagli, lavorando sempre in presenza e sotto il controllo incessante della suora e del prete. Suor Faustina era particolarmente esigente e domandava continuamente correzioni o aggiunte di dettagli, per ottenere un'immagine fedele alla visione. Il volto del dipinto combacia correttamente con il volto della Sacra Sindone.